# Billbergia ×claudioi
Hybride
Parent A de l'hybridation 
  Billbergia distachya 
×

Parent B de l'hybridation 
  Billbergia vittata 
Classification phylogénétique
Billbergia ×claudioi est un taxon hybride de plantes de la famille des Bromeliaceae, endémique du Brésil. C'est un hybride au nom accepté de Billbergia distachya et de Billbergia vittata.

## Distribution
L'espèce est endémique du Brésil.

## Description
L'espèce est épiphyte.